# Kita Kenji
Kenji Kita (sinh ngày 28 tháng 5 năm 1970) là một cầu thủ bóng đá người Nhật Bản.

## Sự nghiệp câu lạc bộ
Kenji Kita đã từng chơi cho Sanfrecce Hiroshima.